# Huśtawki
Huśtawki («Качели») — третий студийный альбом польской рок-группы Elektryczne Gitary, выпущенный в 1995 году звукозаписывающей компанией Zic Zac. К 16 сентября 1997 года диск стал золотым в Польше — было продано более 15 000 копий альбома.

## Об альбоме
Альбом Huśtawki записывался в октябре и ноябре 1994 года в студии Виницюша Хруста (Winicjusz Chróst), расположенной в Сулеювеке — пригороде Варшавы.
Автор большинства композиций — лидер группы Elektryczne Gitary Якуб Сенкевич, в ряде композиций соавторами Якуба Сенкевича стали Кшиштоф Бень (Krzysztof Bień) (слова к песне «Marymoncki Dżon») и клавишник группы Пётр Лоек (музыка к «Bij, zabij» и «Alleluja»). На альбоме записана песня Яцека Клейффа (Jacek Kleyff) «Huśtawka» в новой аранжировке и кавер-версия на песню Пола Маккартни «Let Me Roll It» с альбома Band on the Run 1973 года — её название в польском варианте — «Serce jak pies». Альбом Huśtawki стал первым, на котором Elektryczne Gitary записали инструментальные композиции («Bij, Zabij», «Alleluja»).
В процессе записи альбома в составе группы произошли изменения — вместо ушедшего из Elektryczne Gitary ударника Роберта Вроны (Robert Wrona) был принят Ярослав Копець (Jarosław Kopeć).
Один из хитов альбома Huśtawki песня «Serce jak pies» был выпущен как сингл с песней «Marymoncki Dżon» на второй стороне. Песня «Mijamy się» была включена в саундтрек Kiler-ów 2-óch к фильму Юлиуша Махульского «Киллер 2».
Альбом Huśtawki не был настолько коммерчески успешным альбомом, как первые два диска (Wielka radość и A ty co), нередко его относят к самым слабым альбомам в дискографии группы Elektryczne Gitary.

## Список композиций
| №   | Название                              | Автор(ы)                                       | Длительность |
| --- | ------------------------------------- | ---------------------------------------------- | ------------ |
| 1.  | «Cud»                                 | Якуб Сенкевич                                  | 3:19         |
| 2.  | «Marymoncki Dżon»                     | Кшиштоф Бень (слова) / Якуб Сенкевич (музыка)  | 3:49         |
| 3.  | «Interes»                             | Якуб Сенкевич                                  | 4:33         |
| 4.  | «Ruszamy»                             | Якуб Сенкевич                                  | 3:53         |
| 5.  | «Bij zabij»                           | Пётр Лоек / Якуб Сенкевич                      | 1:04         |
| 6.  | «Mijamy się»                          | Якуб Сенкевич                                  | 3:49         |
| 7.  | «Trzecia macocha»                     | Якуб Сенкевич                                  | 3:48         |
| 8.  | «Kinga»                               | Якуб Сенкевич                                  | 5:43         |
| 9.  | «Serce jak pies»                      | Якуб Сенкевич (слова) / Пол Маккартни (музыка) | 4:15         |
| 10. | «Ryba piła»                           | Якуб Сенкевич                                  | 3:10         |
| 11. | «Huśtawka»                            | Яцек Клейфф                                    | 4:06         |
| 12. | «Dlaczego (na świecie jest tyle zła)» | Якуб Сенкевич                                  | 3:27         |
| 13. | «Alleluja»                            | Пётр Лоек / Якуб Сенкевич                      | 1:55         |

## Участники записи
- Якуб Сенкевич — гитара, вокал;
- Томаш Гроховальский — бас-гитара, ударные;
- Ярослав Копець (Jarosław Kopeć) — перкуссия, ударные;
- Пётр Лоек — клавишные.
- Elektryczne Gitary — аранжировка записи, продюсирование записи;
- Гжегож Пивковский (Grzegorz Piwkowski) — мастеринг;
- Войцех Пшибыльский (Wojciech Przybylski) — продюсирование записи.
- Павел Вальчак (Pawel Walczak) — менеджмент.
- Ярек (Ярослав) Козяра (Jarek Koziara) — дизайн обложки;
- Яцек Ташаковский (Jacek Taszakowski) — фотографии;
- Лешек Мольский (Leszek Molski) — фотографии;
- Ивона Бурдзановская (Iwona Burdzanowska) — фотографии.

## Интересные факты
- В песне «Marymoncki Dżon» лирический герой торговец-контрабандист Маримонтский Джон погибает от рук русской мафии — stracony Dżony z rosyjskiej ręki… «казнён Джонни русской рукой…»[1];
- В песне «Interes» главные герои пытаются организовать бизнес, и когда речь идёт о знании языков в диалоге упоминается русский язык: ja nie znam językow to się nie uda / znasz trochę rosyjski pasuje akurat… «Я не знаю языков это не удастся / Знаешь немного русский. Подходит отлично…»[1].